# Зенин, Иван Александрович
Иван Александрович Зенин (род. 26 апреля 1939, Астраханская область) — юрист, специалист по советскому и российскому гражданскому праву, а также — по патентному праву; выпускник юридического факультета МГУ (1961), доктор юридических наук с диссертацией об эффективности гражданского законодательства (1980), профессор кафедры гражданского права юридического факультета МГУ (1983); заслуженный профессор Московского университета (2004).

## Биография
Иван Зенин родился 26 апреля 1939 года Астраханской области СССР; в 1961 году он стал выпускником юридического факультета МГУ имени Ломоносова. В 1961—1964 годах он руководил научным студенческим обществом МГУ. В 1970 году занял позицию старшего научного сотрудника на юрфаке МГУ; в 1976 году стал доцентом университета, в 1985 — были избран профессором на кафедре гражданского права.
В 1964 году Зенин защитил в МГУ кандидатскую диссертацию по теме «Правовое регулирование кооперированных поставок продукции машиностроения» — стал кандидатом юридических наук. В тот период изучал договора кооперирования поставок продукции машиностроения. Материалы исследования проблемы вознаграждения авторов открытий, изобретений и рационализаторских предложений были отражены в его книге «Вознаграждение изобретателей и рационализаторов в СССР» (1968). Через четырнадцать лет, в 1981 году, он успешно защитил в том же ВУЗе докторскую диссертацию по теме «Структура, функции и условия эффективности гражданского законодательства в области научно-технического прогресса» — стал доктором юридических наук. Проводил исследование «правовых проблем науки, техники, изобретательства, рационализации и патентно-лицензионного дела».
В 1992 году, уже в России, Зенин принимал участие в разработке программ подготовки такой профессиональной категории специалистов как патентные поверенные. В 2004 году ему было присвоено почётное звание «Заслуженный профессор МГУ им. М. В. Ломоносова». В 1975—2010 годах собрал материал по зарубежному праву во время серии стажировок и поездок на международные конгрессы в Японии, США, Канаде, Испании, Германии, Финляндии, Голландии, Италии, Греции, Польше, Швейцарии, Венгрии и Чехии. Являлся заместителем декана по руководству специальным отделением по проблемам патентоведения в 1989—1992 годах.
С 1970 года Иван Зенин читает студентам МГУ курсы лекций по гражданскому праву; с 1981 года он ведёт межкафедральный курс гражданского и торгового права зарубежных стран; кроме того, с 1967 года, он читает курсы по изобретательскому и авторскому праву, а также — по праву интеллектуальной собственности. Является членом диссертационных советов по защите докторских диссертаций, действующих при Московском университете и Академии народного хозяйства и госслужбы при Президенте РФ; с 1986 по 1992 год входил в состав научно-технического совета, созданного при Госкомитете СССР по делам изобретений и открытий, а с 1992 года является членом научно-технических советов при Роспатенте. В 2002 году стал членом научно-технических советов при Федерального институте промышленной собственности. С 1982 года является членом Международной ассоциации интеллектуальной собственности (ATRIP, Швейцария).
В 1992 году Зенин стал патентным поверенным Российской Федерации (получил регистрационный номер 14). Он также является арбитром Международного коммерческого арбитражного суда при ТПП РФ.

## Работы
Иван Зенин являлся научным руководителем в 28 кандидатских диссертациях:
- «Гражданское и торговое право капиталистических стран» (1992)
- «Основы гражданского права России» (1993)
- «Гражданское право. Общая часть» (1994)
- «Предпринимательское право» (1996)
- «Правоведение» (соавт., 2003)
- «Право интеллектуальной собственности» (2010)
- «Российское гражданское право: В 2-х т.» (соавт., 2010)
- «Проблемы российского права интеллектуальной собственности. Избранные труды» (2015)
- «Вознаграждение изобретателей и рационализаторов в СССР» (1968)
- «Основы гражданского права России. Конспект лекций» (1993)
- «Практикум по гражданскому праву. В 2-х ч.» (соавт., 1993)
- «Основы права» (1998)
- «Гражданское право» (1999)